# Cava Salnova

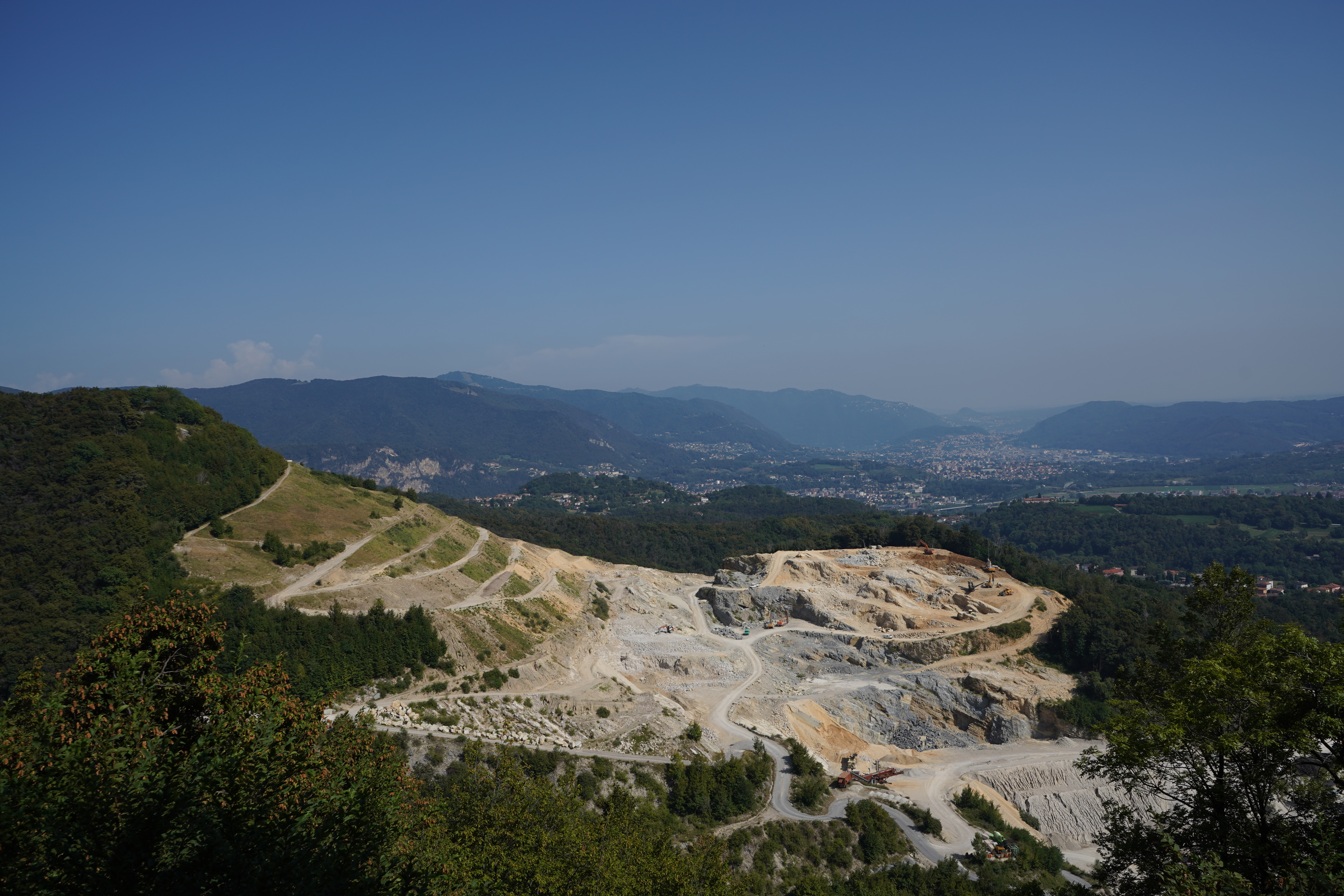
Cava Salnova

La Cava Salnova è un sito estrattivo privato attivo che si trova nel comune di Saltrio (VA).

## Storia
Le prime attività estrattive della famosa pietra di Saltrio risalgono ai tempi degli antichi Romani. Si hanno notizie di attività di questa cava fin dal 1400.

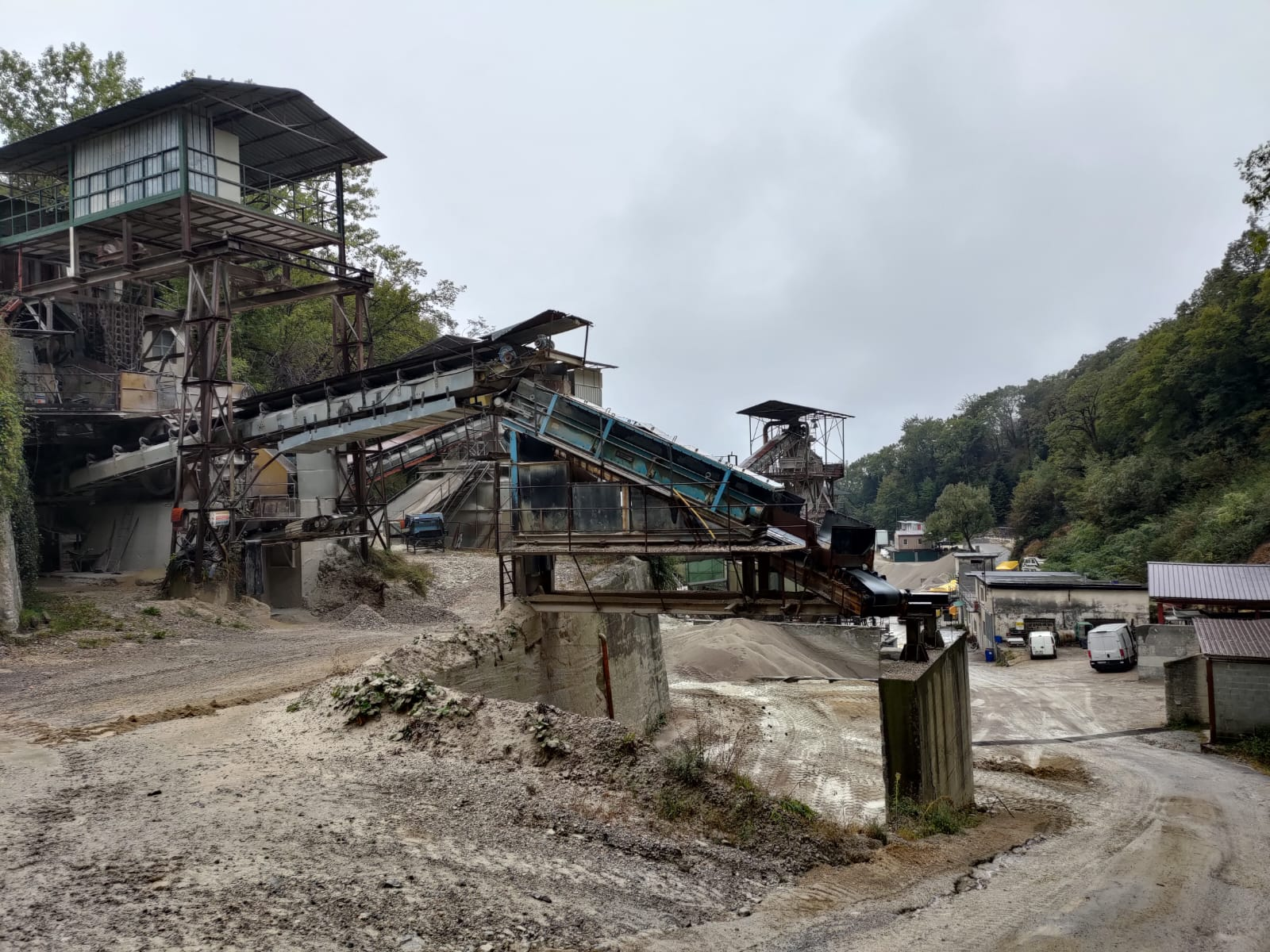
I macchinari oggigiorno in uso nella cava

In località Monte oro, sul versante sud del Monte Orsa, sorgevano numerose cave in trincea che erano utilizzate per estrarre questa pregiata roccia, utilizzata sia per costruzioni strutturali sia per la produzione di manufatti e opere artistiche. In tempi più recenti l’attività estrattiva si è trasformata e si è passati dall’estrazione di pietra per costruzione all’estrazione per la produzione di pietrischi, stabilizzati e spaccati, utili alla produzione di sottofondi autostradali e di miscele per la realizzazione di asfalti.
Ad oggi è l'unica cava in attività dove si estrae la pietra di Saltrio.

## Geologia

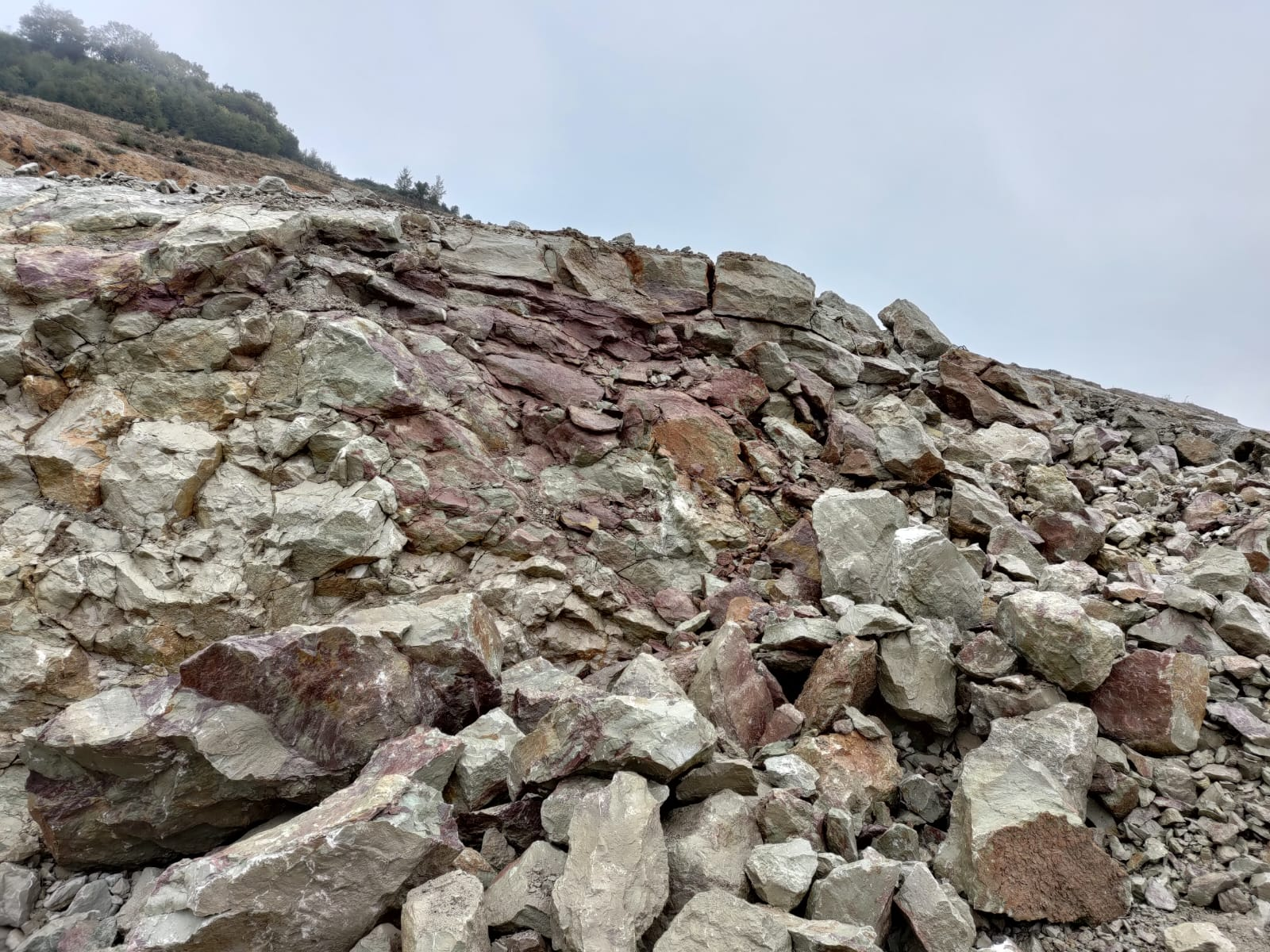
Rocce calcaree affioranti nella cava

Nell'odierna cava affiora principalmente quella che viene chiamata Formazione di Saltrio, ossìa un gruppo di rocce stratificate riferibili al Giurassico Inferiore.
La stratigrafia è però assai più complessa, anche se finora nessuno studio si è focalizzato su questa tematica.
All’interno della cava affiora un sedimento dolomitico riferibile al Triassico Superiore (Norico); esso è sovrastato dalla Formazione di Saltrio, qui spessa 15-20 metri.
Al di sopra affiora il Calcare di Moltrasio, un calcare bruno-grigiastro composto da biocalcarenite e contenente noduli diffusi di silice spongolitica. Questa roccia è raramente fossilifera se non nelle zone di contatto tra le Formazioni.
A tetto del Calcare di Moltrasio affiora un calcare giallo biancastro, sempre di origine marino-pelagica, dove si ha la presenza di molta silice micro diffusa all’interno del sedimento.

## Paleontologia

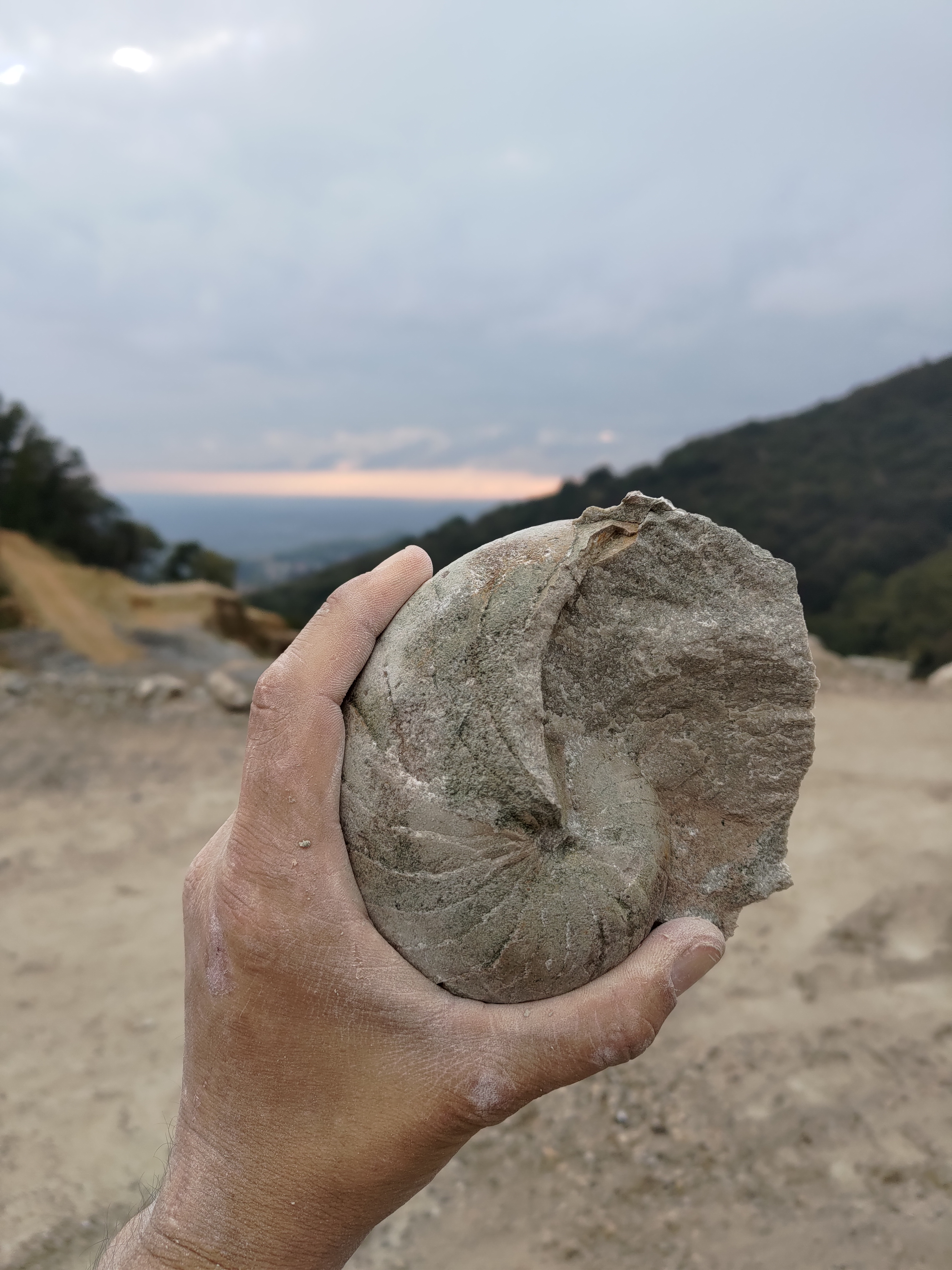
Nautiloide del Giurassico Inferiore (Sinemuriano) appena estratto dalla cava

Sin dai primi del ‘900 sono noti rinvenimenti fossili nella Cava Salnova e nei vari saggi di cava presenti nei dintorni di questo sito. Le prime testimonianze scritte, e successive revisioni, sono riportate a partire dagli anni sessanta da Giulia Sacchi Vialli. La studiosa descrive le faune fossili di Saltrio elencando e dettagliando diversi taxa appartenenti a ammonoidi, nautiloidi, gasteropodi, crinoidi, brachiopodi, bivalvi.
In quel periodo, in cava,era appena terminata la grande fase di estrazione di pietra ornamentale con metodi manuali-meccanici. I paleontologi potevano recuperare i fossili esclusivamente nella scaglia di scarto nei pressi della cava e quindi la possibilità di scorgere più esemplari era limitata alla lunghezza delle operazioni manuali. In quegli anni però la cava sarebbe stata acquisita dalla Salnova S.P.A. (1969): la finalità del materiale estratto, e quindi il metodo estrattivo e la lavorazione, cambiano. Da un'estrazione classica e manuale si passa all'utilizzo di mezzi meccanici pesanti e all'estrazione con esplosivo: il pietrisco mosso aumenta in maniera considerevole, rendendo più facile l'osservazione di altri esemplari, nuove litologie e soprattutto faune diverse.

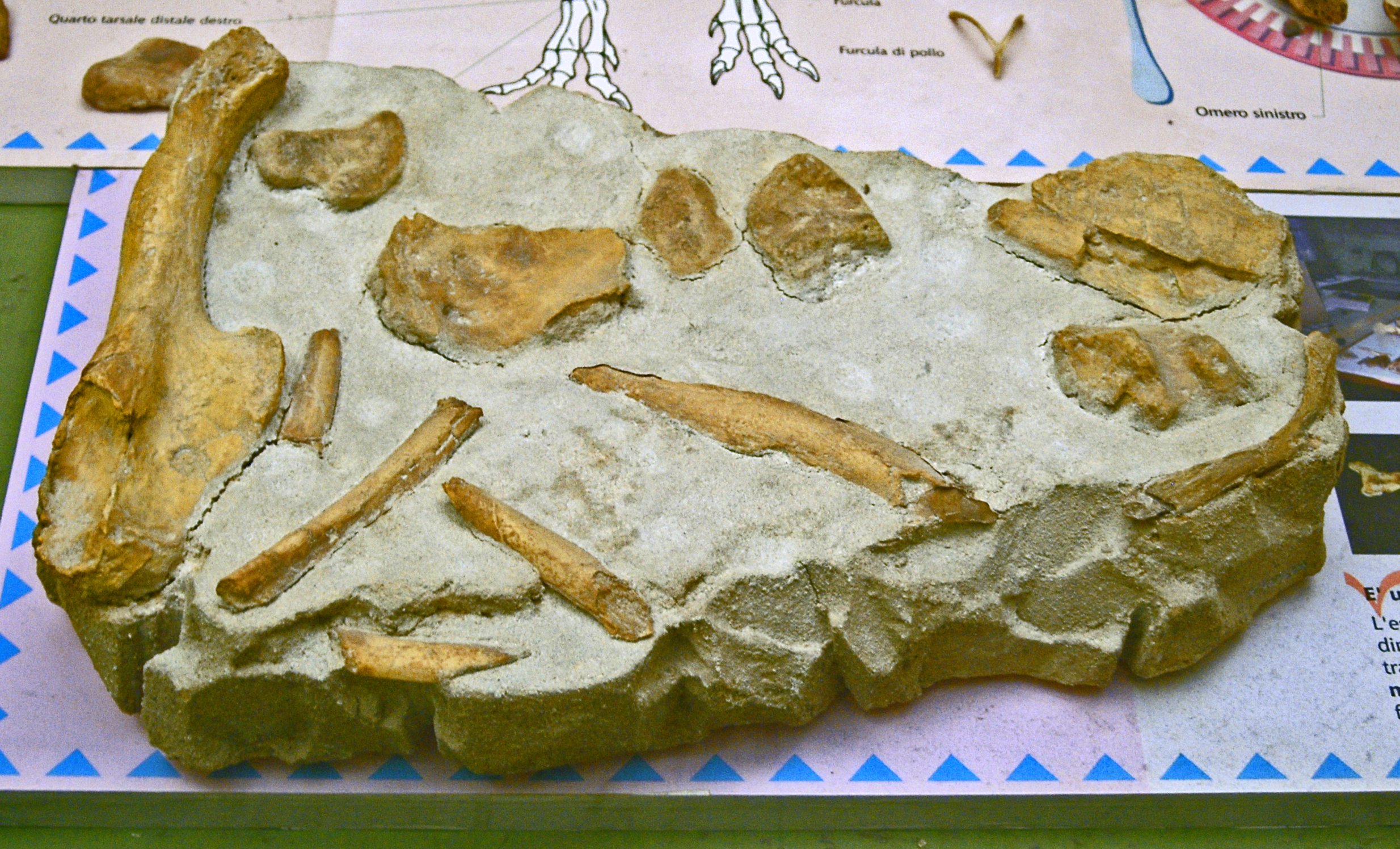
Riproduzione del materiale fossile riferito a Saltriovenator zanellai al Museo Civico di Storia Naturale di Milano

Infatti, nel 1996, Angelo Zanella, un paleontofilo del Gruppo Brianteo Ricerche Geologiche di Paina di Giussano, durante un sopralluogo scorge da un grosso masso, risultato dell'esplosione di uno strato, alcune forme allungate che suggerivano essere ossa di un grosso vertebrato. L'esemplare viene descritto e pubblicato nel 2018 e formalmente denominato Saltriovenator zanellai, ossia il "predatore di Saltrio". 
La fauna presente alla base della Formazione di Saltrio è condensata e comprende ammonoidi di specie attribuite all’intero Sinemuriano superiore. I taxa ascrivibili al Sinemuriano inferiore rinvenuti nelle cave di Saltrio provengono verosimilmente dalla base della formazione o sono rimaneggiati. Secondo Sacchi-Vialli, la Formazione comprende taxa indicativi di tutte le biozone comprese tra la Zona a Bucklandi (Sinemuriano inferiore) e la Zona a Obtusum, ed eventualmente anche della Zona a Oxynotum del Sinemuriano superiore, presente alla base della Formazione. Il contatto tra la Dolomia Principale e la formazione di Saltrio contiene anche denti di selaci, glauconite e modelli interni fosfatizzati di ammoniti.